# Valse triste
Valse triste, op. 44 ist ein 1904 entstandener Konzertwalzer von Jean Sibelius und eines der bekanntesten seiner Werke.
Zwei Jahre nach der Uraufführung von Arvid Järnefelts Drama Kuolema („Der Tod“), für das Sibelius die Bühnenmusik schrieb, bearbeitete er drei Stücke daraus neu. Eines davon benannte er Valse triste („trauriger Walzer“) und trat seine Rechte für sehr wenig Geld an einen Verleger ab, der daran ein Vermögen verdiente. Aus den beiden anderen Nummern entstand die „Szene mit Kranichen“, in der zwei Klarinetten den Schrei der Vögel imitieren.
Die Spieldauer der Valse triste liegt bei etwa fünf Minuten.